# Giro della Provincia di Reggio Calabria
Giro della Provincia di Reggio Calabria var ett italienskt lopp i landsvägscykling som kördes i Provincia di Reggio Calabria ("tån" på den italienska "stöveln"). Det kördes omväxlande som ett etapplopp och endagslopp från 1920 till 1949 (tre etapper 1922 och 1923, två etapper, 1928, 1945 och 1949), varefter det blev ett endagslopp, dock återigen ett tredagars etapplopp 2008 och 2011, fyradagars 2010 samt tvådagars 2012 (2009 var fyra etapper planerade, men det blev bara ett endagslopp), varefter det lades ner. 2023 återuppstod det som ett endagslopp under namnet Giro della Città Metropolitana di Reggio Calabria (eftersom Provincia di Reggio Calabria ersatts av Città metropolitana di Reggio Calabria under uppehållet). 2024 ställdes loppet in främst på grund av förändringar i tävlingskalendern 

## Podieplaceringar
Inom parentes anges antalet etapper de år det kördes som etapplopp.
| År        | Vinnare                   | Tvåa                     | Trea                 |
| 1920      | Mario Giorgianni          | Luigi Velona             | Giacomo Ragusa       |
| 1921      | ej avhållet               | ej avhållet              | ej avhållet          |
| 1922 (3)  | Angelo De Francesco       | Marzio Germoni           | Angiolo Marchi       |
| 1923 (3)  | Nello Ciaccheri           | Enea Dal Fiume           | Guido Messeri        |
| 1924-1925 | ej avhållet               | ej avhållet              | ej avhållet          |
| 1926      | Nello Ciaccheri           | Marino Pomposi           | Antonio Liguori      |
| 1927      | ej avhållet               | ej avhållet              | ej avhållet          |
| 1928 (2)  | Felice Gremo              | Settimo Innocenti        | Leonida Frascarelli  |
| 1929      | Felice Gremo              | Pietro Mori              | Allegro Grandi       |
| 1930      | Luigi Marchisio           | Marco Giuntelli          | Aleardo Simoni       |
| 1931      | Learco Guerra             | Pio Caimmi               | Domenico Piemontesi  |
| 1932-1944 | ej avhållet               | ej avhållet              | ej avhållet          |
| 1945 (2)  | Giovanni Corrieri         | Mario Fazio              | Arturo De Lorenzo    |
| 1946-1948 | ej avhållet               | ej avhållet              | ej avhållet          |
| 1949 (2)  | Sergio Pagliazzi          | Angelo Fumagalli         | Danilo Barozzi       |
| 1950      | Fausto Coppi              | Gino Bartali             | Vito Ortelli         |
| 1951      | Luciano Maggini           | Arrigo Padovan           | Waldemaro Bartolozzi |
| 1952      | Gino Bartali              | Fiorenzo Magni           | Giuseppe Minardi     |
| 1953      | Luciano Maggini           | Dante Rivola             | Annibale Brasola     |
| 1954      | Giuseppe Minardi          | Fausto Coppi             | Bruno Monti          |
| 1955      | Rino Benedetti            | Giancarlo Astrua         | Angelo Conterno      |
| 1956      | Giuseppe Minardi          | Cleto Maule              | Adriano Zamboni      |
| 1957      | Gastone Nencini           | Aldo Moser               | Ercole Baldini       |
| 1958      | Angelo Conterno           | Ercole Baldini           | Silvano Ciampi       |
| 1959      | Waldemaro Bartolozzi      | Rino Benedetti           | Angelo Conterno      |
| 1960      | Guido Carlesi             | Gastone Nencini          | Pierino Baffi        |
| 1961      | Dino Bruni                | Vito Favero              | Noé Conti            |
| 1962      | Luigi Sarti               | Antonio Suárez           | Livio Trapè          |
| 1963      | Ercole Baldini            | Carlo Brugnami           | Graziano Battistini  |
| 1964      | Diego Ronchini            | Guido Carlesi            | Aldo Pifferi         |
| 1965      | Adriano Durante           | Vito Taccone             | Franco Bitossi       |
| 1966      | Michele Dancelli          | Gianni Motta             | Dino Zandegù         |
| 1967      | Michele Dancelli          | Vittorio Adorni          | Bruno Mealli         |
| 1968      | Michele Dancelli          | Ole Ritter               | Franco Bitossi       |
| 1969      | Vittorio Adorni           | Vito Taccone             | Italo Zilioli        |
| 1970      | Walter Godefroot          | Luigi Sgarbozza          | Patrick Sercu        |
| 1971      | Gianni Motta              | Marcello Bergamo         | Ole Ritter           |
| 1972      | Franco Bitossi            | Albert Van Vlierberghe   | Enrico Paolini       |
| 1973      | Wladimiro Panizza         | Davide Boifava           | Francesco Moser      |
| 1974      | Francesco Moser           | Roger De Vlaeminck       | Constantino Conti    |
| 1975      | Giuseppe Perletto         | Francesco Moser          | Constantino Conti    |
| 1976      | Enrico Paolini            | Franco Bitossi           | Gary Clively         |
| 1977      | Constantino Conti         | Pierino Gavazzi          | Giuseppe Saronni     |
| 1978      | Knut Knudsen              | Gianbattista Baronchelli | Leonardo Mazzantini  |
| 1979      | Giovanni Battaglin        | Bernt Johansson          | Wladimiro Panizza    |
| 1980      | Gianbattista Baronchelli  | Claudio Bortolotto       | Simone Fraccaro      |
| 1981      | Alfio Vandi               | Bernt Johansson          | Claudio Bortolotto   |
| 1982      | Riccardo Magrini          | Michael Wilson           | Giuseppe Martinelli  |
| 1983      | Pierino Gavazzi           | Giuseppe Petito          | Francesco Moser      |
| 1984      | Alfredo Chinetti          | Daniele Caroli           | Roger De Vlaeminck   |
| 1985      | Silvano Ricco             | Palmiro Masciarelli      | Ennio Salvador       |
| 1986      | Guido Bontempi            | Francesco Moser          | Moreno Argentin      |
| 1987      | Tony Rominger             | Stefan Brykt             | Franco Chioccioli    |
| 1988      | Moreno Argentin           | Gianni Bugno             | Emanuele Bombini     |
| 1989      | Adriano Baffi             | Silvio Martinello        | Paolo Cimini         |
| 1990      | Giuseppe Saronni          | Maximilian Sciandri      | Alberto Elli         |
| 1991      | Andrea Ferrigato          | Rolf Aldag               | Germano Pierdomenico |
| 1992      | Davide Cassani            | Giorgio Furlan           | Oliverio Rincón      |
| 1993      | Fabiano Fontanelli        | Stefano Allocchio        | Silvio Martinello    |
| 1994      | ej avhållet               | ej avhållet              | ej avhållet          |
| 1995      | Pascal Richard            | Riccardo Forconi         | Davide Rebellin      |
| 1996      | Michele Bartoli           | Alessandro Baronti       | Beat Zberg           |
| 1997      | ej avhållet               | ej avhållet              | ej avhållet          |
| 1998      | Michele Bartoli           | Mirko Celestino          | Eddy Mazzoleni       |
| 1999-2002 | ej avhållet               | ej avhållet              | ej avhållet          |
| 2003      | Aitor González            | Filippo Pozzato          | Fabio Baldato        |
| 2004      | Andris Naudužs            | Mauro Zinetti            | Dmitrij Konysjev     |
| 2005      | Guillermo Rubén Bongiorno | Samuele Marzoli          | Fabio Borghesi       |
| 2006-2007 | ej avhållet               | ej avhållet              | ej avhållet          |
| 2008 (3)  | Daniele Pietropolli       | Steve Cummings           | Francesco Failli     |
| 2009      | Fortunato Baliani         | Fabio Taborre            | Francesco Failli     |
| 2010 (4)  | Matteo Montaguti          | Francisco Ventoso        | Daniele Pietropolli  |
| 2011 (3)  | Daniele Pietropolli       | José Serpa               | Daniel Oss           |
| 2012 (2)  | Elia Viviani              | Daniele Colli            | Elia Favilli         |
| 2013-2022 | ej avhållet               | ej avhållet              | ej avhållet          |
| 2023      | Jhonatan Restrepo         | Nicolás Tivani           | Mirco Maestri        |
| 2024      | ej avhållet               | ej avhållet              | ej avhållet          |